# Kościół ewangelicki w Szamotułach
Kościół ewangelicki w Szamotułach – kościół, który znajdował się w Szamotułach na terenie dzisiejszego placu Sienkiewicza. Rozebrany w 1958 roku.

## Historia
Kościół został zbudowany w 1865 roku w stylu neogotyckim. Po II wojnie światowej opuszczony, a następnie przekształcony w magazyn nawozów. Rozebrany w 1958 roku oficjalnie z powodu przekrzywionej wieży. Z dawnych zabudowań przykościelnych zachował się budynek dawnej pastorówki i szpitala ewangelickiego. Za pastorówką znajdował się cmentarz ewangelicki, który został zniszczony po II wojnie światowej a na jego miejscu powstały boiska Zespołu Szkół nr 2.